# كاسيك أصفر الجناح
كاسيك أصفر الجناح (الاسم العلمي: Cacicus melanicterus) (بالإنجليزية: Yellow-winged Cacique)‏ هو نوع من الطيور يتبع جنس الكاسيك من فصيلة الصفراويات.